# Marcin Michał Wiszowaty
Marcin Michał Wiszowaty (ur. 1 stycznia 1976 w Gdańsku) – polski prawnik, doktor habilitowany nauk prawnych, profesor nadzwyczajny Uniwersytetu Gdańskiego, prodziekan Wydziału Prawa i Administracji Uniwersytetu Gdańskiego, specjalista w zakresie prawa konstytucyjnego.

## Życiorys
W 1994 ukończył III Liceum Ogólnokształcące im. Bohaterów Westerplatte w Gdańsku. W 1999 uzyskał na Uniwersytecie Gdańskim tytuł magistra prawa (praca magisterska pt. Legitymacja szlachectwa polskiego w zaborze rosyjskim i Królestwie Polskim napisana pod kierunkiem Ryszarda Łaszewskiego). W tym samym roku zatrudniony na stanowisku asystenta w Katedrze Prawa Konstytucyjnego i Instytucji Politycznych na Wydziale Prawa i Administracji Uniwersytetu Gdańskiego. W 2006 na podstawie napisanej pod kierunkiem Andrzeja Szmyta rozprawy pt. Regulacja prawna lobbyingu w Polsce na tle rozwiązań państw obcych uzyskał na Wydziale Prawa i Administracji Uniwersytetu Gdańskiego stopień naukowy doktora nauk prawnych w zakresie prawa, specjalność: prawo konstytucyjne. Tam też na podstawie dorobku naukowego oraz rozprawy pt. Zasada monarchiczna i jej przejawy we współczesnych ustrojach europejskich i pozaeuropejskich monarchii mieszanych. Studium z zakresu prawa konstytucyjnego otrzymał w 2016 stopień doktora habilitowanego nauk prawnych w zakresie prawa, specjalność: prawo konstytucyjne.
Był adiunktem i został profesorem nadzwyczajnym Uniwersytetu Gdańskiego zatrudnionym w Katedrze Prawa Konstytucyjnego i Instytucji Politycznych Wydziału Prawa i Administracji. Był wykładowcą Powszechnej Wyższej Szkoły Humanistycznej „Pomerania” w Chojnicach, Wyższej Szkoły Zarządzania w Gdańsku i Wyższej Szkoły Gospodarowania Nieruchomościami w Warszawie. W latach 2004–2005 sekretarz Sądu Polubownego przy Pomorskiej Izbie Przemysłowo-Handlowej w Gdańsku.
W latach 2009–2010 ekspert ds. legislacji w Biurze Analiz Sejmowych Kancelarii Sejmu. Ekspert zewnętrzny Kancelarii Senatu w zakresie prawa konstytucyjnego. Wykładowca Okręgowej Rady Adwokackiej w Gdańsku.
W 2019 uchwałą wydziałowego kolegium elektorów został wybrany na stanowisko prodziekana ds. studiów niestacjonarnych Wydziału Prawa i Administracji Uniwersytetu Gdańskiego. Decyzją Rektora UG we wrześniu 2020 objął funkcję prodziekana ds. rozwoju, a z dniem 1 grudnia tego samego roku — nowy Rektor UG powierzył mu funkcję prodziekana ds. współpracy międzynarodowej i rozwoju WPiA UG.

## Dorobek naukowy
Jest autorem ponad 150 publikacji w języku polskim, a także w języku angielskim, hiszpańskim i włoskim. Uczestnik, referent i przewodniczący sesji na krajowych i międzynarodowych konferencjach naukowych w kraju i zagranicą. Zainteresowania badawcze i dorobek naukowy Marcina Wiszowatego obejmują: prawo parlamentarne (organizację i funkcjonowanie Sejmu i Senatu), w tym proces tworzenia prawa (m.in. lobbing i rzecznictwo interesów, etyka parlamentarna, ocena skutków regulacji, konsultacje publiczne i opiniowanie), porównawcze prawo konstytucyjne współczesnych republik i monarchii mieszanych (konstytucyjnych/parlamentarnych), kwestie funkcji, uprawnień i pozycji ustrojowej prezydenta, instytucje demokracji bezpośredniej, prawo wyborcze (m.in. cisza wyborcza, organizacja wyborów, kampania wyborcza), zagadnienia protokołu dyplomatycznego, regulacja prawna heraldyki i falerystyki, współczesne relikty prawa szlacheckiego. Publikował m.in. w "International Journal of Constitutional Law" (New York - Oxford), "Istituzioni del Federalismo. Rivista di studi giuridici e politici" (Włochy), "Emblemata. Revista Aragonesa de Emblematica" (Hiszpania), „Państwie i Prawie”, „Przeglądzie Sejmowym”, „Studiach Prawniczych PAN”, „Studiach Wyborczych”, „Białostockich Studiach Prawniczych”, „Przeglądzie Prawa Konstytucyjnego”, „Przeglądzie Konstytucyjnym”, "Gdańskich Studiach Prawniczych”, „Studia Iuridica Toruniensia”, „Toruńskich Studiach Polsko-Włoskich”. Jego publikacje książkowe to: 
- Regulacja prawna lobbingu na świecie. Historia, elementy, stan obecny, Wydawnictwo Sejmowe, Warszawa 2008, ISBN 978-83-7059-858-7;
- Działalność lobbingowa w procesie stanowienia prawa. Komentarz, Wydawnictwo Sejmowe, Warszawa 2010, ISBN 978-83-7666-033-2;
- Zasada monarchiczna i jej przejawy we współczesnych ustrojach europejskich i pozaeuropejskich monarchii mieszanych. Studium z zakresu prawa konstytucyjnego, Wydawnictwo Uniwersytetu Gdańskiego, Gdańsk 2015, ISBN 978-83-7865-289-2;
- W kręgu zagadnień parlamentarnych. Wybrane problemy praktyki w świetle opinii konstytucyjnoprawnych, Wydawnictwo Uniwersytetu Gdańskiego, Gdańsk  2016, ISBN 978-83-7865-423-0 (we współautorstwie z A. Szmytem i K. Grajewskim);
- Miscellanea parlamentarne, Wydawnictwo Uniwersytetu Gdańskiego, Gdańsk 2017, ISBN 978-83-7865-590-9 (we współautorstwie z A. Szmytem i K. Grajewskim);
- Partie  polityczne w Polsce. Wybrane zagadnienia, Wydawnictwo Uniwersytetu Gdańskiego, Gdańsk 2017, ISBN 978-83-7865-543-5 (we współautorstwie z A. Gajdą, K. Grajewskim, A. Rytel-Warzochą i P. Uziębłą)[7]
- Niezależność sądów i niezawisłość sędziów. Miscellanea. Warszawa 2020, s. 230. ISBN 978-83-8017-333-0. Współautorzy: M. Dąbrowski, J. Szymanek, J. Zaleśny.

## Odznaczenia i nagrody
Postanowieniem Prezydenta RP z dnia 14 października 2010 r. odznaczony Srebrnym Krzyżem Zasługi za wybitne zasługi na rzecz odrodzenia ruchu korporacyjnego w Polsce. W 2017 otrzymał II nagrodę w LII edycji konkursu miesięcznika „Państwo i Prawo” w kategorii najlepsza rozprawa habilitacyjna. Laureat nagrody indywidualnej I stopnia (2017) i nagrody zespołowej I stopnia (2018) rektora Uniwersytetu Gdańskiego za wybitne osiągnięcia naukowe.

## Życie prywatne i działalność społeczna
Wywodzi się z rodziny Wiszowatych herbu Roch. W 1994 był współzałożycielem, później sekretarzem, a w latach 2004–2008 prezesem Zarządu Głównego Związku Szlachty Polskiej. Sekretarz redakcji (1994–1999), a później redaktor naczelny (1999–2008) „Verbum Nobile”. W 2005 przyjęty w poczet członków najstarszej polskiej korporacji akademickiej Konwent Polonia (zał. w Dorpacie w 1828 r.), gdzie pełnił kolejne funkcje we władzach stowarzyszenia. Kurator reaktywacji, a później filister korporacji akademickiej Lauda (zał. w Kownie w 1928 r.). Członek zwyczajny The Burgon Society, Polskiego Towarzystwa Heraldycznego, Polskiego Towarzystwa Prawa Konstytucyjnego, Stowarzyszenia Historyków Sztuki, Towarzystwa Miłośników Kartuz oraz United Kingdom Constitutional Law Association.
Jego dziadkiem macierzystym był Leon Brylowski.